# Copillage
 (avril 2009).
Le copillage, ou photocopillage, est un mot-valise construit sur les termes copie et pillage. Il désigne l'opération qui consiste, pour une personne physique ou morale (le copieur), à dupliquer ou exploiter un contenu intellectuel encore protégé par le droit d'auteur, sans autorisation ou sans respecter les termes de la licence décrivant ses droits de reproduction.
Selon les cas, la copie d'une œuvre peut être légale (notamment si elle a migré dans le domaine public, ou si elle est régie par le copyleft), ou à l'inverse illégale du fait des restrictions relatives au droit d'auteur.
Bon nombre d'éditeurs, producteurs, auteurs ou ayants droit, voient prioritairement ces pratiques comme causes d'un manque à gagner, les usagers accédant aux œuvres sans contribuer financièrement. Certains usagers ou observateurs considèrent qu'il s'agit de pratiques favorisant la « diffusion culturelle ».
Le terme photocopillage s'applique plus particulièrement à la duplication d'œuvres au moyen d'un photocopieur dans les entreprises ou les institutions, en dehors des prestataires reprographes agréés pour cette tâche (qui, en France versent une redevance compensatoire collectée par le CFC, Centre français de copie).

## Histoire
Le néologisme photocopillage a été inventé, dans les années 1980, par certains éditeurs français pour associer une connotation négative à la duplication, afin de lutter contre cette pratique qui se développait grâce à la banalisation du photocopieur.
Certains éditeurs ont apposé un label au dos des livres, ou une mention bien visible dans les inter-pages : 

« DANGER le photocopillage tue le livre. »

Cette action des éditeurs visait plus particulièrement le monde de l'enseignement, où l'intérêt économique des éditeurs serait de vendre un exemplaire complet de chaque livre par élève. Ainsi ce label était parfois assorti de mentions mettant explicitement en garde les enseignants, par exemple : 

« Le photocopillage, c'est l'usage abusif et collectif de la photocopie sans autorisation des auteurs et des éditeurs.

Largement répandu dans les établissements d'enseignement, le photocopillage menace l'avenir du livre, car il met en danger son avenir économique. Il prive les auteurs d'une juste rémunération. 

En dehors de l'usage privé du copiste, toute reproduction totale ou partielle de cet ouvrage est interdite. »

Ce label a notamment été utilisé par les éditeurs scolaires dans leur long bras de fer avec l'Éducation nationale pour obtenir des compensations financières sur un droit de copie. Les éditeurs et l'État (l'Éducation nationale) se sont finalement mis d'accord : une grande étude a été réalisée pour évaluer le nombre de photocopies  et le manque à gagner à compenser.
Un accord a été signé entre l'Éducation nationale et les ayants droit, pour l'édition papier mais aussi pour la presse, les œuvres graphiques, musicales et audiovisuelles, afin d'établir de nouvelles limites d'usage et définir le montant des compensations financières pour la période 2007-2008.
Des forfaits annuels sont ainsi versés à des organismes collecteurs qui redistribuent cette ressource aux ayants droit.
Parmi les documents papier les plus exploités dans les établissements d'enseignement élémentaire, certains étaient explicitement destinés  à la duplication, couramment appelés « fichiers » car présentés sous forme de fiches d'exercices non reliées. Le droit de copie était inclus dans leur prix d'achat (certains de ces ouvrages coûtaient jusqu'à 120 euros) mais les copies issues de ces originaux semblent avoir été comptabilisées dans l'étude sur le nombre de photocopies. Ces copies, légales et payées d'avance, auraient ainsi été indemnisées en plus, et continueraient à l'être puisque le prix de ces fichiers n'a pas baissé depuis. 
Par ailleurs, un collectif d'éditeurs français mené par Jérôme Lindon a fait pression pour tenter d'obtenir des bibliothèques la mise en place d'un droit de prêt, destiné à compenser le manque à gagner sur la vente de leurs ouvrages, puisque les lecteurs pouvaient préférer les emprunter gratuitement. Ils n'ont pas obtenu l'établissement de cette redevance, mais des compensations.